# Niederrheiner
Niederrheiner er en hønserace, der stammer fra Tyskland.
Hanen vejer 3-4 kg og hønen vejer 2,5-3 kg. De lægger årligt ca. 200 gule til lysebrune æg à 55-61 gram. Racen findes også i dværgform.

## Farvevariationer
- Sort sølvbrystet
- Blå/grå stribet